# Де-Уитт (округ, Техас)
Округ Де-Уитт (англ. DeWitt County) — округ штата Техас Соединённых Штатов Америки. На 2000 год в нём проживало 20 013 человек. По оценке бюро переписи населения США в 2008 году население округа составляло 19 596 человек. Окружным центром является город Куэро.

## История
Округ Де-Уитт был сформирован в 1846 году из участков округов Голиад, Гонзалес и Виктория. Он был назван в честь Грина Деуитта, основателя одной из ранних колоний Техаса.

## География
По данным бюро переписи населения США площадь округа Де-Уитт составляет 2358 км², из которых 2355 км² — суша, а 3 км² — водная поверхность (0.14 %).

### Основные шоссе
- Шоссе 87
- Шоссе 183
- Автомагистраль 72
- Автомагистраль 119

### Соседние округа
- Лавака (северо-восток)
- Виктория (юго-восток)
- Голиад (юг)
- Карнс (юго-запад)
- Гонзалес (северо-запад)

## Населённые пункты
| - Куэро - Нордхейм - Уэстхофф - Йокум - Йорктаун | - Ночхейм - Мейерсвилл - Перл-Сити |